# Konkursreiterei
Konkursreiterei ist in der Schweiz die Praxis, vom Konkurs (in Deutschland: Insolvenz) bedrohte Unternehmen zu übernehmen und in ihrem Namen Schulden zu machen (etwa durch das Aufnehmen von Krediten oder den Kauf von Wertgegenständen), bevor das Unternehmen Konkurs anmeldet. Dieses Vorgehen ist als Misswirtschaft (Art. 165 StGB) strafbar, wird aber selten wirksam sanktioniert. In der Schweiz nahm die Konkursreiterei in den 2020er Jahren stark zu.

## Vorgehen
Die Konkursreiterei wird typischerweise wie folgt betrieben:
- Ein kleines Unternehmen ist in wirtschaftlichen Schwierigkeiten und steht vor dem Konkurs.
- Ein Vermittler bietet dem bisherigen Eigentümer an, die Gesellschaft gegen eine Gebühr an einen Dritten zu übertragen. Der bisherige Eigentümer stimmt zu, weil er sich so den Aufwand des Konkursverfahrens und den damit verbundenen Bonitätsschaden sowie das Risiko von Verantwortlichkeitsklagen erspart.
- Der neue Eigentümer („Bestatter“, siehe: Firmenbestattung) verlegt den Sitz in einen anderen Kanton oder Betreibungskreis. Damit ist die Gesellschaft im Betreibungsregister dort nicht verzeichnet und erscheint als schuldenfrei.
- Der Bestatter bestellt für die Gesellschaft auf Rechnung Wertgegenstände (wie Fahrzeuge, Laptops oder Mobiltelefone) oder nimmt Kredite auf.
- Dies tut er, bis über die Gesellschaft früher oder später wegen der unbezahlten Schulden der Konkurs eröffnet wird. Eventuell tritt der Bestatter als einziger Verwaltungsrat und Geschäftsführer zurück, woraufhin die Gesellschaft wegen Organisationsmängeln liquidiert wird.
- Der Konkurs bzw. die Liquidation wird mangels Aktiven eingestellt, womit die Gläubiger auf ihren Forderungen sitzenbleiben.

## Strafbarkeit
Wer als Organ einer Gesellschaft die Überschuldung der Gesellschaft herbeiführt oder verschlimmert, die Zahlungsunfähigkeit herbeiführt oder im Bewusstsein der Zahlungsunfähigkeit die Vermögenslage der Gesellschaft verschlimmert, wird wegen Misswirtschaft (Art. 165 StGB) auf Antrag der Gläubiger mit Freiheitsstrafe bis zu fünf Jahren oder Geldstrafe bestraft.

## Auswirkungen
Die Kantonspolizei Zürich schätzte 2022, dass der durch Konkursreiterei verursachte Schaden im Kanton Zürich jährlich 300 Millionen Franken beträgt und schweizweit mehrere Milliarden. Im Rahmen der Corona-Pandemie in der Schweiz ab 2020 gerieten viele kleine Unternehmen in Schwierigkeiten, worauf sich die Strafanzeigen wegen Misswirtschaft verfünffachten. Gemäss der Kantonspolizei Zürich sind die Konkursreiter häufig Männer aus Osteuropa.
Konkursreiterei bleibt häufig unentdeckt oder unbestraft, weil die geschädigten Gläubiger keinen Anreiz dafür haben, sie verfolgen zu lassen. Allein die Einleitung eines Konkursverfahrens kostet 5000 Franken, und bei den Tätern ist meist nichts zu holen. Ein Bundesgesetz zur Bekämpfung des missbräuchlichen Konkurses, das 2022 oder 2023 in Kraft treten soll, soll potenzielle Konkursreiter im Handelsregister einfacher erkennbar machen.